# 초현실수

초현실수 구성의 가시화

수학에서 초현실수(超現實數, 영어: surreal number)는 모든 실수를 비롯하여 초실수의 무한대와 무한소까지 포함하도록 구성된, 집합이 아닌 전순서 모임(proper class)이다. 폰 노이만-베르나이스-괴델 집합론에서 생각할 경우 초현실수 체는 모든 순서체를 부분체로 포함할 수 있다.

## 역사
수학자 존 콘웨이가 바둑을 연구하던 중 영감을 받아 새로운 수의 구성방식을 만든 결과물이 초현실수이다. 이는 도널드 크누스가 쓴 짧은 이야기 "Surreal Numbers: How Two Ex-Students Turned on to Pure Mathematics and Found Total Happiness"라는 책에서 소개되었으며, 여기서 초현실수(surreal number)라는 명칭이 처음 쓰였다.
이후 Alling 등에 의해 일반 수학론과의 접점이 찾아지고 자세한 기초론적 연구가 이루어졌다.

## 구성
각 수는 {L | R}과 같이 표기되어 L에는 그 수보다 작은 수들의 집합, R에는 그 수보다 큰 수들의 집합이 쓰여, 그 중간에 있는 것을 수로 정의하는 방식이다. 0에서 시작하여 정수는 간단히 제시되고, 무한대와 무한소는 귀납적으로 정의된다. 한편 특유의 연산으로부터 일반적인 수 체계에 없는 새로운 수들이 정의되는데, 예컨대 1차적으로 정의된 무한소 {\displaystyle \epsilon }과 0의 한가운데에 있는 {\displaystyle {\frac {\epsilon }{2}}} 등이 간단히 정의된다.

## 같이 보기
- 초실수